# Șieu-Odorhei (gmina)
Șieu-Odorhei – gmina w Rumunii, w okręgu Bistrița-Năsăud. Obejmuje miejscowości Agrișu de Jos, Agrișu de Sus, Bretea, Coasta, Cristur-Șieu, Șieu-Odorhei i Șirioara. W 2011 roku liczyła 2262 mieszkańców.